# Samsung Galaxy A20
Il Samsung Galaxy A20 è uno smartphone di fascia medio-bassa prodotto da Samsung, facente parte della serie Samsung Galaxy A.

## Caratteristiche tecniche

### Hardware
Il Galaxy A20 è uno smartphone con form factor di tipo slate, le cui dimensioni sono di 158,4 × 74,7 × 7,8 millimetri e pesa 169 grammi.
Il dispositivo è dotato di connettività GSM, HSPA, LTE, di Wi-Fi 802.11 b/g/n con supporto a Wi-Fi Direct ed hotspot, di Bluetooth 5.0 con A2DP ed LE, di GPS con BeiDou e GLONASS, NFC (in base al mercato) e di radio FM. Ha una porta USB-C 2.0 ed un ingresso per jack audio da 3.5 mm.
È dotato di schermo touchscreen capacitivo da 6,4 pollici di diagonale, di tipo Super AMOLED con aspect ratio 19,5:9, angoli arrotondati e risoluzione HD+ 720 × 1520 pixel (densità di 268 pixel per pollice). Le cornici laterali ed il pannello posteriore sono in plastica.
È presente una batteria al litio-polimero da 4000 mAh non removibile dall'utente. Supporta la ricarica rapida fino a 15 watt.
Il chipset è un Samsung Exynos 7884. La memoria interna di tipo eMMC 5.1 è di 32 GB, mentre la RAM ha una capienza di 3 GB.
La fotocamera posteriore ha un sensore CMOS da 13 megapixel ed uno da 5 MP ultra-grandangolare, è dotata di autofocus, modalità HDR e flash LED, in grado di registrare al massimo video Full HD a 30 fotogrammi al secondo, mentre la fotocamera anteriore è da 8 megapixel, con registrazione video in HD@30 fps.

### Software
Il sistema operativo è Android, in versione 9.0 "Pie", aggiornabile ufficialmente fino ad Android 11.
Ha l'interfaccia utente One UI, in versione 1.1, aggiornabile fino alla versione 3.1.

## Commercializzazione
Il dispositivo è stato immesso sul mercato ad aprile 2019.

## Varianti

### Galaxy A20e
Il Samsung Galaxy A20e (SM-A202F) è una versione europea del Galaxy A20, dal quale differisce principalmente per avere schermo (5,8") e batteria (3000 mAh) più piccoli.

### Galaxy A20s
Il Samsung Galaxy A20s è una versione "migliorata" del Galaxy A20, dal quale differisce principalmente per il differente reparto fotografico (tre sensori posteriori, il principale da 13 MP, uno ultra-grandangolare da 8 MP e uno di profondità da 5 MP, per utilizzare effetti come il Bokeh), per il chipset (Qualcomm Snapdragon 450) e per lo schermo maggiorato (6,5"). Il dispositivo è presente sia in taglio da 3/32 GB che da 4/64 GB.
Utilizza l'interfaccia One UI nella sua variante "Core", a differenza degli altri due modelli.